# Escuela de Arte Luján Pérez
Escuela de Arte Luján Pérez es una escuela de arte con sede en Las Palmas de Gran Canaria, puesta en marcha en el año 1918 por el intelectual Domingo Doreste Rodríguez, conocido como Fray Lesco en el ámbito cultural canario. La Escuela fue bautizada con el nombre del escultor y arquitecto José Miguel Luján Pérez, considerado como uno de los máximos exponentes de la escultura barroca en Canarias, siendo el imaginero canario de mayor proyección en este estilo y su artista más representativo.
La Escuela Luján Pérez está considerada por la única de España que ha sido capaz de generar un movimiento artístico único, el denominado el Indigenismo o estilo Escuela Lujan Pérez.
En 2017, recibió la Medalla de Oro de Canarias que otorga el Gobierno de Canarias en reconocimiento a su compromiso con el entorno social y cultural de Canarias.

## Origen de la Escuela
En 1849 se inauguró la primera Exposición de Artes e Industrias de Gran Canaria, en cuyo comité organizador estaban Cristóbal del Castillo, Juan E. Doreste, Pedro B. Swanston, Alonso Gourié y Melquiades Espínola, en la que se presentaron obras del alumnado de los artistas Ponce de León, Juan del Castillo Westerling, Nicolás Massieu y Falcón, Pilar de Lugo y Dolores de León. Más de sesenta años después, los descendientes de estos pintores fundaron en el número once de la calle Tello, en Las Palmas de Gran Canaria, la Escuela de Artes Decorativas Luján Pérez.
En junio de 1917 se publicó en el diario Ecos un artículo firmado por Domingo Doreste bajo el título Los decoradores del mañana que se considera como el germen y manifiesto del proyecto de creación de la Escuela. Para la puesta en marcha de la Escuela se estableció un presupuesto inicial de 6.000 pesetas, que habría de lograrse mediante suscripción popular, sin embargo, la recaudación llegó tan solo a las 2.430 pesetas. La situación de déficit de las cuentas de la Escuela fue una constante de la misma desde sus inicios, por lo que se organizaron distintos eventos a favor de la entidad con el fin de recaudar fondos.
La primera plantilla fija de la Escuela la constituyeron el profesor y director Domingo Doreste y tres profesores: Juan Carló, Nicolás Massieu y Matos, y Enrique García Cañas. De hecho, Domingo Doreste o Fray Lesco está considerado como el fundador de la Escuela y su primer director, cargo en el que fue seguido por destacadas personalidades del mundo de las artes plásticas en las islas Canarias como Juan Carló (1918-1927), Eduardo Gregorio (1927-1947), Santiago Santana (1947 a 1956) Felo Monzón Geara (1956 a 1989), Juan Betancor, Agustín Alvarado Janina y Orlando Hernández Díaz (2007 -

## Sedes
La sede social de la entidad académica sufrió desde sus inicios una constante itinerancia por diversos edificios ubicados en la calle San Marcos (1928-1934), Plaza Santa Isabel (1935-1948), calle Manuel Becerra (1948-1956), calle Roque Morera, en el barrio de Vegueta en la capital de Gran Canaria, ocupando, desde 1958, la segunda planta de la Real Sociedad Económica de amigos del País de Gran Canaria, donde estuvo situada las instalaciones de la entidad hasta el año 2001, año en el que se ubicó de forma definitiva en el Edificio de Artes y Oficios Aplicadas en el Barrio de San Cristóbal, en Las Palmas de Gran Canaria.

## Artistas plásticos formados en la Escuela Luján Pérez
Entre el elenco de artistas que se han formado en esta Escuela se encuentran algunos de los más representativos de las artes en Canarias, entre otros Plácido Fleitas, Juan Carló, Jesús Arencibia, Eduardo Gregorio, Santiago Santana, Abraham Cárdenes, Felo Monzón, Juan Jaen, Juan Ismael, Antonio Padrón, Jorge Oramas, Manolo Millares, Jane Millares, Lola Massieu, Pino Ojeda, Juan Marques, Vinicio Marcos, José Luis Vega, Manolo Ruiz, Juan Betancor, Jorge López, Teo Mesa, Agustín Alvarado Janina, Orlando Hernández, Yolanda Graziani, Francisco Lezcano Lezcano, María del Pino Marrero Berbel y otras figuras del mundo del arte en Canarias.
De la entidad han surgido diversos grupos artísticos como los grupos Los Arqueros del Arte Contemporáneo (LADAC), fundado en 1950, a instancias de Plácido Fleitas y del que formaron parte los artistas Juan Ismael, Alberto Manrique, Manolo Millares, Felo Monzón, Tony Gallardo y José Julio, pionero del arte Abstracto en Canarias; el grupo Espacio, fundado en 1951 y conformado por Felo Monzón, Francisco Lezcano Lezcano, Lola Massieu, Rafaely  y Pino Ojeda, así como los grupos Élite, Espiral, Grupo 13, Grupo Trazos y Grupo 98, entre otros.

## Reconocimientos
Con motivo de la celebración del centenario de la Escuela se organizaron diversas actividades que incluyeron, entre otras, la celebración de una exposición bajo el título Cita a ciegas con la Escuela Luján Pérez, que contó como espacios expositivos el Centro Atlántico de Arte Moderno (CAAM), Casa de Colón, Centro de Artes Plásticas, Biblioteca Insular de Gran Canaria y la Galería de Arte de la Universidad de Las Palmas de Gran Canaria.
En 2017, el Gobierno de Canarias reconoció  a la entidad educativa con la Medalla de Oro en reconocimiento al apoyo y desarrollo de la cultura en el Archipiélago.